# Сейняйоен Ялкапаллокерго
«Сейняйоен Ялкапаллокерго» (фін. Seinäjoen Jalkapallokerho або фін. SJK Seinäjoki; SJK) — фінський футбольний клуб з міста Сейняйокі. У сезоні 2016 клуб грає у Вейккауслізі, найвищому дивізіоні Фінляндії, домашні ігри проводить на стадіоні «ОмаСП» місткістю 6 000 чоловік.

## Досягнення
- Чемпіон Фінляндії: 2015
- Володар Кубка Фінляндії: 2016
- Володар Кубка ліги: 2014

## Виступи в єврокубках
| Сезон   | Змагання            | Раунд | Суперник      | Вдома | На виїзді | За сумою двох матчів |
| ------- | ------------------- | ----- | ------------- | ----- | --------- | -------------------- |
| 2015–16 | Ліга Європи УЄФА    | 1К    | Гапнарфйордур | 0–1   | 0–1       | 0–2                  |
| 2016–17 | Ліга чемпіонів УЄФА | 2К    | БАТЕ          | 2–2   | 0–2       | 2–4                  |
| 2017–18 | Ліга Європи УЄФА    | 1К    | Рейк'явік     | 0–0   | 0–2       | 0–2                  |

Примітки
- 1К: Перший кваліфікаційний раунд
- 2К: Другий кваліфікаційний раунд